# قفقاز بزرگ
قفقاز بزرگ، کوهستانی است که همراه با قفقاز کوچک، تشکیل رشته کوه قفقاز را می‌دهند. این کوهستان میان دریای خزر و دریای سیاه قرار دارد. طول قفقاز بزرگ از شمال غربی به جنوب شرقی یعنی از شبه جزیرهٔ تامان تا شبه‌جزیرهٔ آب‌شوران بیش از از ۱۱۵۰ کیلومتر است. کوه البروس با ۵۶۴۲ متر ارتفاع، بلندترین قله در قاره اروپا و قفقاز بزرگ می‌باشد.